# Kelley Jakle
Kelley Alice Jakle (Carmichael, California; 27 de junio de 1989), más conocida como Kelley Jakle, es una actriz y cantautora estadounidense. Es conocida por su papel de Jessica en la película Pitch Perfect y Pitch Perfect 2, y por haber participado en las dos primeras temporadas de The Sing-Off en 2009 y 2010.

## Primeros años
Su interés en la música fue desde una edad temprana, realizando como parte del Coro de Niños de Sacramento, cantando el himno nacional en eventos deportivos (incluyendo San Francisco 49ers en 2006) y audicionó para el concurso de canto American Idol. Jakle comenzó a escribir música en el año 2003.
Después de graduarse de Loretto High School, asistió a la Universidad del Sur de California, donde se especializó en comunicaciones. En 2007, Jakle se unió a la USC A capela grupo the SoCal VoCals. Durante su tiempo the SoCal VoCals, el grupo ganó el Campeonato Internacional de Escuelas A Cappela en 2008 y nuevamente en 2010.
En 2009 participó en la primera temporada de The Sing-Off, un concurso de canto televisado por NBC, donde formó parte de un grupo llamado "The SoCals". The SoCals fueron eliminados en el tercer episodio. En 2010 compitió de nuevo en The Sing-Off, esta vez como parte de "The Backbeats". The Backbeats terminaron el concurso en el tercer lugar.

## Carrera
Mientras asistía a USC, Jakle se unió a la banda, By the Way como vocalista principal. La banda lanzó un homónimo extended play en 2007. Durante su año, Jakle lanzó un solo, que ofrece una mezcla de pistas acústicas.
Al graduarse de la USC, Jakle comenzó a trabajar como actriz en Los Ángeles. Su primer papel en el cine fue en el 2012 el la comedia musical Pitch Perfect, donde interpretó a Jessica, debido a su experiencia en a capela. En 2013, Jakle apareció en la película 42, una película biográfica sobre el jugador de béisbol Jackie Robinson. En 2014, Jakle repitió su papel como Jessica en Pitch Perfect 2.
En 2013, Jakle lanzó varios sencillos, incluyendo una versión de «Ain't It Fun» de Paramore.

## Vida personal
Jakle es la bisnieta de Branch Rickey, ejecutivo de las Grandes Ligas de Béisbol.
A partir de marzo de 2014, estaba en una relación con el también actor Adam DeVine, a quien conoció en el set de la película Pitch Perfect.

## Filmografía

### Cine
| Año  | Título          | Personaje | Notas                |
| ---- | --------------- | --------- | -------------------- |
| 2012 | Pitch Perfect   | Jessica   | Personaje Secundario |
| 2013 | 42              | Alice     | Personaje Secundario |
| 2015 | Pitch Perfect 2 | Jessica   |                      |
| 2017 | Pitch Perfect 3 | Jessica   | Personaje Secundario |
| 2023 | Parachute       | Katie     | Personaje secundario |

### Televisión
| Año       | Título                    | Personaje         | Notas                                                                                       |
| --------- | ------------------------- | ----------------- | ------------------------------------------------------------------------------------------- |
| 2009      | The Sing-Off              | Ella misma        | Papel recurrente (3 episodios)                                                              |
| 2010      | The Sing-Off              | Ella misma        | Papel recurrente (5 episodios)                                                              |
| 2012      | Workaholics               | Recepcionista     | Episodio:"The Business Trip" (Temporada 3, Episodio 1)                                      |
| 2013      | #TheAssignment            | Kelley            | Episodio:"Studio" (Temporada 1, Episodio 4) Episodio:"Amends" (Temporada 1, Episodio 12)    |
| 2013      | Adam DeVine's House Party | Cynthia           | Episodio:"Ex-Girlfriend" (Temporada 1, Episodio 1)                                          |
| 2014-2015 | Scorpion                  | Janice Keller     | Episodio:"Pilot" (Temporada 1, Episodio 1) Episodio:"Love Boat" (Temporada 1, Episodio 16)  |
| 2015      | Uncle Grandpa             | Voces adicionales | Episodio:"Pizza Steve's Diary" (Temporada 2, Episodio 18)                                   |
| 2015      | Resident Advisors         | Leslie            | Episodio:"Halloween"(Temporada 1, Episodio 6) Episodio:"The Fire" (Temporada 1, Episodio 7) |

## Discografía

### Extended plays
- By the Way (2007)
- Spare Change (2008)

### Sencillos
| Año  | Título                                | Álbum     |
| ---- | ------------------------------------- | --------- |
| 2013 | «Ain't It Fun (Jakle & Sontag Remix)» | Sin álbum |
| 2013 | «For Love»                            | Sin álbum |
| 2013 | «Free Fallin»                         | Sin álbum |
| 2013 | «When You Say Nothing at All»         | Sin álbum |
| 2014 | «My Best Case»                        | Sin álbum |
| 2014 | «Favourite Part Of Me»                | Sin álbum |